# Stary Niedróż
Stary Niedróż – wieś w Polsce położona w województwie mazowieckim, w powiecie płońskim, w gminie Raciąż.
W latach 1975–1998 miejscowość administracyjnie należała do województwa ciechanowskiego.